# Catalina de Courtenay
Catalina de Courtenay (1274-13 de octubre de 1307) fue la emperatriz titular de Constantinopla desde 1283 hasta su muerte.
Fue hija de Felipe de Courtenay, emperador titular de Constantinopla, y de Beatriz de Anjou, hija de Carlos I de Sicilia y Beatriz de Provenza.
A la muerte de su padre, heredó los derechos del trono y fue reconocida como emperatriz de los Estados Latinos en Grecia. El 8 de febrero de 1301 contrajo matrimonio con el conde Carlos de Valois, hijo segundo de Felipe III de Francia e Isabel de Aragón, transformándose así su esposo en emperador titular.
Catalina murió en París el 11 de octubre de 1307 a la edad de 32 años. Fue enterrada en la abadía de Maubuisson al día siguiente. Jacques de Molay, Gran maestre del Temple fue uno de los portadores del féretro.
Del matrimonio nacerían cuatro hijos:
- Juan de Valois, Conde de Chartres (1302-1308).
- Catalina de Valois (1303-1346), Emperatriz Titular de Constantinopla y Princesa Consorte de Acaya por su matrimonio con Felipe I de Tarento
- Juana de Valois (1304-1363), Condesa de Beaumont-le-Roger por su matrimonio con Roberto III de Artois
- Isabel de Valois (1305-1349), Abadesa de Fontevrault